# Lorger
Lorger je priimek več znanih Slovencev:

## Znani nosilci priimka
- Fran Lorger (1884—1937), arheolog
- Gregor Lorger (*1981), rokometaš
- Jože Lorger (1938—1998), veterinar
- Marjan Lorger (*1949), gospodarstvenik
- Stanko Lorger (1931—2014), atlet, matematik